# پودهورنی ویزد ا ووییتسه
پودهورنی ویزد ا ووییتسه (به چکی: Podhorní Újezd a Vojice) یک منطقهٔ مسکونی در جمهوری چک است که در شهرستان ییچین واقع شده‌است.